# Dipoena peregregia
Dipoena peregregia là một loài nhện trong họ Theridiidae.
Loài này thuộc chi Dipoena. Dipoena peregregia được Eugène Simon miêu tả năm 1909.